# Surucucu-de-cabeça-negra
Nome-comum: surucucu-de-cabeça-negra.
Lachesis melanocephala é uma espécie de víbora de fossetas venenosa que pode ser encontrada na Costa Rica. Não são reconhecidas subespécies.

## Descrição
Os indivíduos adultos atingem frequentemente comprimentos totais de 1.9 a 2 m. Os espécimes mais compridos de que se tem conhecimento tinham 2.3 m (Solórzano, 2004), e 2.4 m (Ripa, 2001).
A parte superior da cabeça é totalmente negra, facto a que se refere o epíteto específico melanocephala.

## Distribuição geográfica
Pode ser encontrada na Costa Rica na vertente pacífica do sudeste da província de Puntarenas, desde praticamente o nível do mar até cerca dos 1500 metros de altitude. A localidade-tipo é "floresta húmida tropical 9 km a norte de Ciudad Neily no sudeste da Província de Puntarenas, Costa Rica."
Campbell e Lamar (2004) descrevem a sua distribuição geográfica como sudoeste da Costa Rica e possivelmente extremo oeste do Panamá, mas salientam que quase todos os registos de localidade são da província de Puntarenas.